# Lettura endofasica

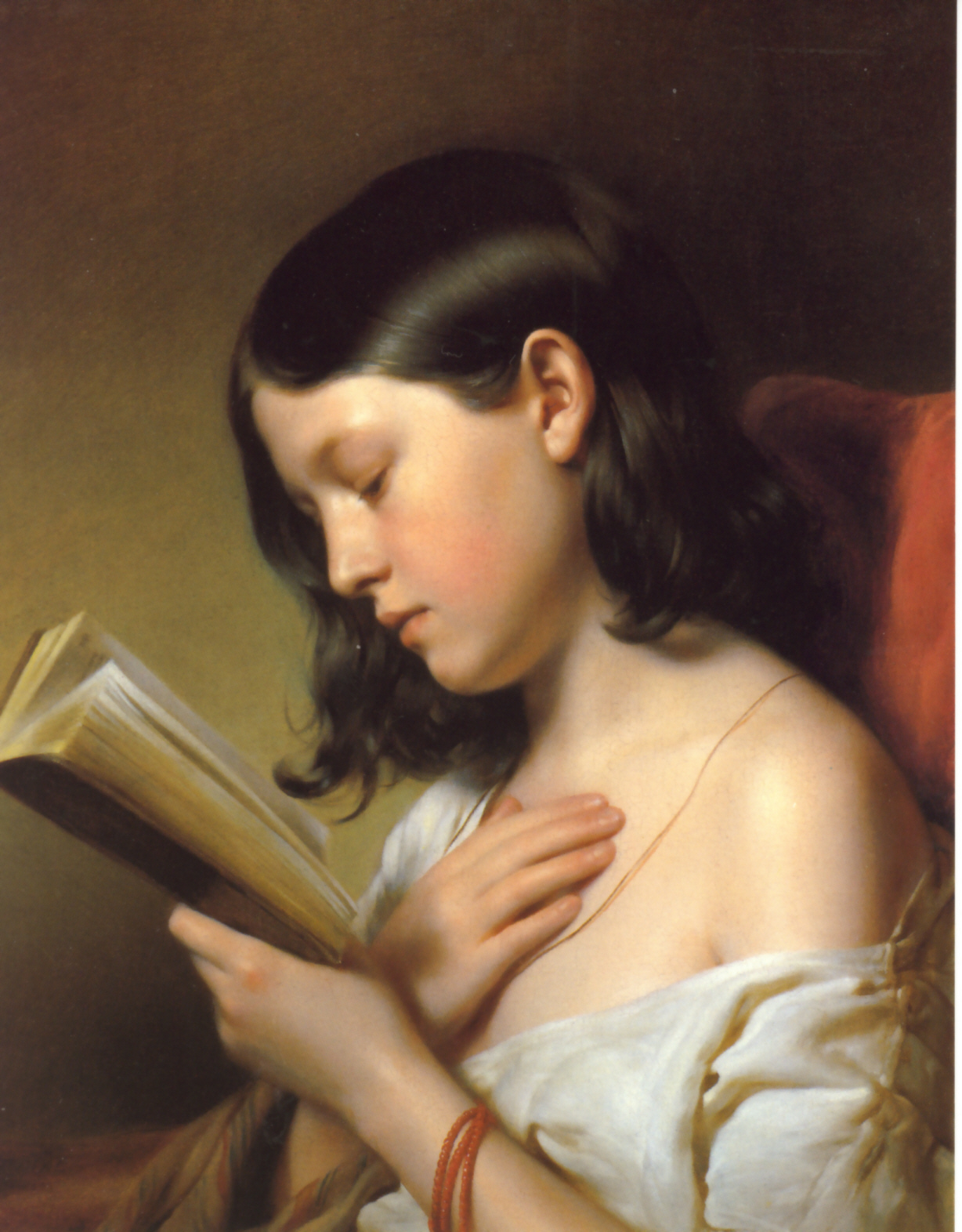
Ragazza assorta nella lettura interiore (Franz Eybl, olio su tela, 1850)

Si parla di lettura endofasica quando il processo cognitivo di decodifica della scrittura (lettura) si compie attraverso modalità puramente mentali, cioè quando l'attività di lettura non si accompagna alla declamazione sincrona e ad alta voce del testo che si va decodificando. 
La sua controparte duale è la lettura ad alta voce, intesa come attività individuale, di auto-ascolto, rivolta esclusivamente a se stessi e non necessariamente a un altro soggetto o a un uditorio (soprattutto in questi ultimi due casi, si parla a volte di lettura esofasica).
Nonostante rappresenti la forma più diffusa, molti ritengono che la lettura endofasica si sia andata diffondendo relativamente tardi nella storia dell'uomo e della scrittura (anche se vi è chi contesta questa ipotesi): testimoniata con sicurezza già nell'antichità, la lettura endofasica avrebbe iniziato ad affermarsi gradualmente tra la tarda antichità e l'alto medioevo, riuscendo a diventare esperienza comune solo nel basso medioevo, ovvero tra XIII e XIV secolo. Il tramonto della lettura ad alta voce avvenne però qualche secolo più tardi, nel corso del Seicento.
Questo lungo processo di transizione si sarebbe accompagnato, in uno stretto legame, alla lenta evoluzione della punteggiatura e al raggiungimento di una stabile codifica del sistema di segni grafici e tipografici utilizzati per punteggiare il testo scritto. Parallelamente a questi processi, si è verificato il progressivo abbandono della cosiddetta scriptio continua.
Alcuni autori, tuttavia, ritengono erronea tale ricostruzione della storia della lettura.

## Storia
Menzioni della lettura silenziosa si trovano fin nell'antichità classica, anche se la più precisa e pertinente risale a un'epoca più tarda, il IV secolo dopo Cristo.

### Antichità
Tra le più antiche attestazioni, si può citare l'Ippolito coronato, tragedia di Euripide, nella scena in cui Teseo legge in silenzio la lettera scritta da sua moglie Fedra, suicidatasi per amore del figliastro Ippolito.
Altra attestazione è nella commedia I Cavalieri di Aristofane, nella scena in cui il generale Demostene legge mentalmente il responso oracolare inciso su una tavoletta scrittoria.
Alla figura di Alessandro Magno, e quindi al IV secolo a.C., si riferisce la menzione di un'orazione, inclusa nei Moralia di Plutarco e indicata convenzionalmente con il titolo spurio in latino De Alexandri Magni fortuna aut virtute: in essa si evoca una scena in cui il condottiero macedone, al cospetto dei suoi amici, legge in silenzio una lettera riservata inviatagli da sua madre Olimpia. Incuriosito, Efestione, suo amico fidato, accosta la testa alla sua per leggere. A quel punto, Alessandro fa il gesto di appoggiargli sulle labbra l'anello con il sigillo, per imporgli il silenzio e mantenere il segreto su quello che sta leggendo.
Un altro episodio di lettura interiore è offerto ancora da Plutarco, questa volta riferito a Giulio Cesare al cospetto del Senato romano: contrapposto al suo avversario Catone Uticense, si fa sottrarre l'iniziativa oratoria distraendosi per un attimo a leggere silenziosamente un biglietto amoroso fattogli recapitare in quel momento dalla sua amante Servilia, sorella uterina di Catone.

### Tarda antichità: la testimonianza di Agostino di Ippona
La più nitida tra le antiche attestazioni della lettura silenziosa proviene dalla Tarda antichità e riguarda la figura di sant'Ambrogio (339–397). La preziosa testimonianza è tramandata da un testimone oculare d'eccezione, Agostino di Ippona, che all'epoca era solo un giovane intellettuale in preda a turbamenti, trasferitosi dalla provincia d'Africa a Roma e poi a Milano, inseguendo l'aspirazione di affermarsi come insegnante di retorica.  

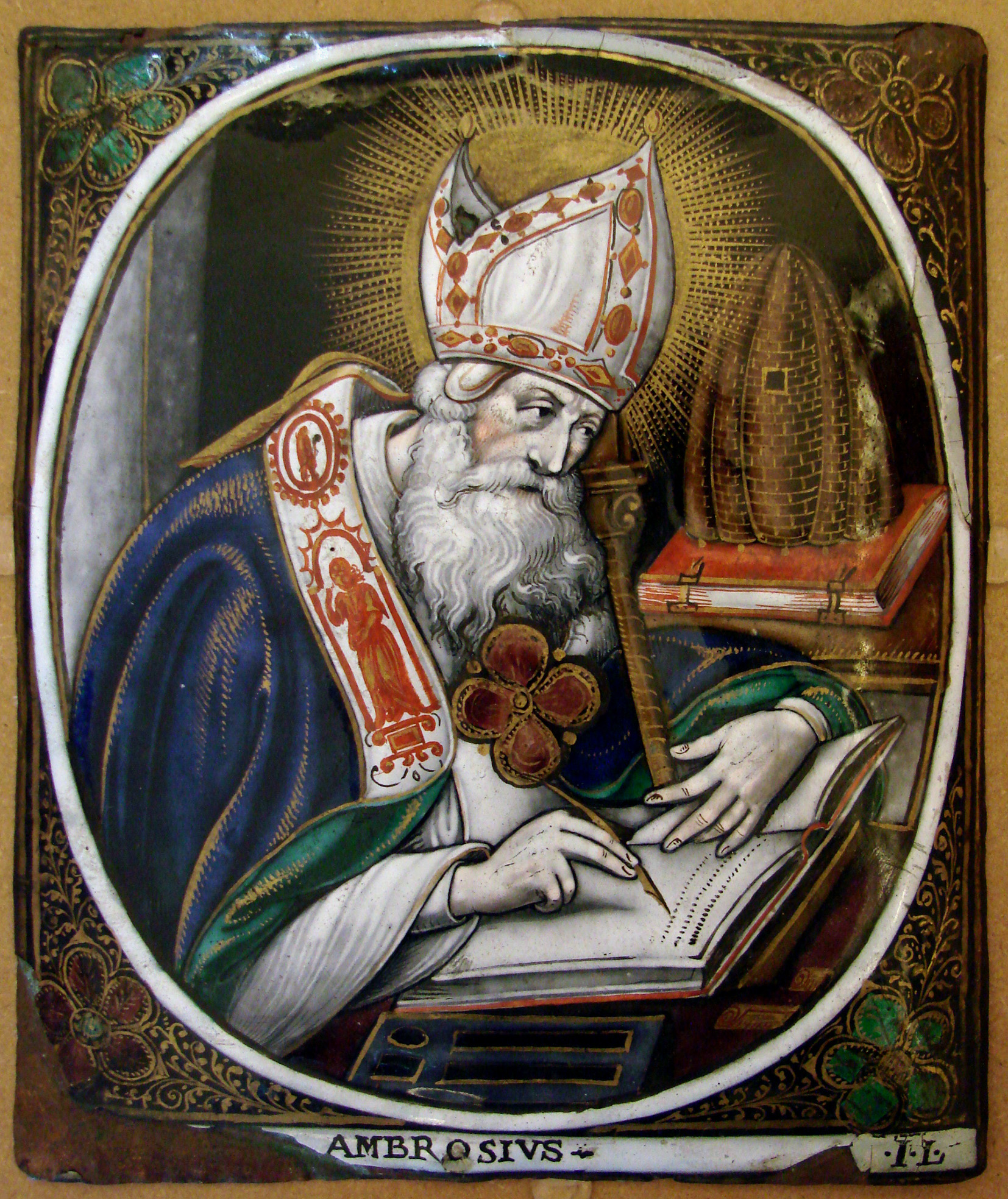
Sant'Ambrogio, pioniere della lettura endofasica, nel suo studio (smalto su rame del XVIII secolo). Museo municipale di Châlons-en-Champagne

Agostino, giunto a Milano, ne volle incontrare il celebre arcivescovo, ma non fu in grado di rivolgergli le domande sulle questioni che lo angustiavano dal momento che Ambrogio, lettore infaticabile, trascorreva molto tempo nella sua cella assorto nella lettura. Agostino annota nelle sue Confessioni l'abitudine di Ambrogio alla lettura interiore:
(Sant'Agostino, Confessioni, VI. 3.4)
Il fatto che Agostino trovi la circostanza degna di nota, e meritevole di una spiegazione, è considerata da molti la dimostrazione di come la lettura mentale e interiore fosse una pratica rara e inusuale per la sua epoca.
Questa deduzione è accettata da un'ampia platea di studiosi. Ecco come si esprime a proposito l'autorevole latinista Edward John Kenney:
(Edward John Kenney)
Tali affermazioni non sono però unanimemente condivise: si registra l'opinione di alcuni che le considerano alla stregua di miti.